# 森勉 (デザイナー)
森 勉（もり べん、1981年〈昭和56年〉2月25日 - ）は、日本のファッションデザイナー。東京都港区出身。

## 人物
父方の祖母はファッションデザイナーの森英恵。父は株式会社ハナヱモリ元社長の森顕（もり あきら、1949年6月3日 - ）。母はイタリア系アメリカ人の元ファッションモデルの森パメラ（パメラ・アン・ハリス、1957年 - ）。長兄の森研は、M-ENTERTAINMENT社の代表であり、妹に、ファッションモデル・タレントの森泉（もり いずみ）、森雪（もり ゆき）、モデルの森星（もり ひかり）がいる。
松濤幼稚園（渋谷区松濤）卒園後、慶應義塾幼稚舎・慶應義塾普通部、慶應義塾ニューヨーク学院を経て、ロードアイランド・スクール・オブ・デザイングラフィックデザイン科を卒業。実妹の森泉と共に社交界デビューを果たし、裏原系をイメージとしたブランド「BEN MORI」を設立。

## 出演

### テレビ
- おしゃれイズム（日本テレビ系）
- 人生が変わる1分間の深イイ話（日本テレビ系）
- ぴったんこカン・カン（TBS系）